# 津田梅子
津田梅子（日语：／ Tsuda Umeko，1864年12月31日—1929年8月16日），是明治時代的教育者、日本女子教育的先驅。父親是舊江戶幕府幕臣、出身東京府士族的津田仙。津田梅子是其次女。初名 mume，後於1902年改漢字名梅子。

## 早年生平
在1871年（明治4年），明治政府出使西方，希望能夠就改正不平等條約問題向外國進行交涉、並視察歐美諸國的現代化發展。這就是明治維新早年外交歷程中，最大規模的派遣出使運動—岩倉使團。津田梅子在父親的安排下，也有隨行使節團出使美國，是成為使團中五名女團員的其中最年輕的一位。同年11月使團於橫濱出發、橫越太平洋後在加利福尼亞登陸，並於在同年12月抵達美國首都華盛頓。
津田梅子在美國進行留學生活，長居美國。她在美國進修英語及鋼琴，在她十一年留美生活期間，她開始萌生信奉基督教的思想，她在1873年受了洗成為了教徒。1878年，在喬治鎮學院（Georgetown Collegiate Institute）毕業以後、她進入了私立女學校the Archer Institute繼續進修拉丁語及法語語學、英語文學、自然科學、心理學、藝術。在1881年由於北海道開拓使黑田清隆發出歸國命令、在學途中的山川捨松為梅子提出延長申請、最終在1882年7月畢業。並在11月時回國。

## 回到日本
在1882年她回國以後，津田梅子幾乎忘記了如何說日本語，而且她面對着很大的適應問題，她感受到西方和日本之間在對待女性地位的落差，即使面對她相較已算是西化的父親，仍感覺到強烈的傳統男尊女卑的思想。她回日後成為伊藤博文孩子的老師，1885年又在一間專門給予華族女兒就讀的學校—學習院女學部工作，擔當英語教師。在三年多時間的華族教育生涯中，她不認同華族女子學校的教學風氣及學校政策，因為學校並非要求學生以學習知識充實自己作目標，而是希望學生成為一個順服的賢妻良母。津田梅子又再次產生赴美的念頭。

## 推動女子教育
在獲得校長西村茂樹的兩年間留學許可後。在1889年7月津田梅子再度赴美。因為當時熱衷研究達爾文的進化論，於是她在賓夕凡尼亞州的布林茅爾學院（Bryn Mawr College）專攻生物學，她亦有攻讀教育課程。同時她開展了協助其他日本女性出國留學的念頭，她發表公開言論，以及提供八千元，作為女性出國留學的資助。
她回國以後，她通過公開言論再推動女子教學，1889年的女子教育法確保了一個府縣必須要有一間女子高中，不過，這些女子高中的品質始終因政府政策的干預而不及男子高中，於是津田梅子1900年在東京的麴町創立女子英學塾，是類似類似美國衛斯理學院的私立女子名校，提供公平的教育機會予女子，津田英學塾提倡博雅教育。由於面對資金短缺，因此津田梅子需盡力籌措經費，經過她多番奔走，1903年女子英學塾終取得官方資助。而在1905年，津田梅子成為首任東京基督教女青年會的主席。在1915年，政府褒獎津田梅子在推動女子教育的貢獻，授予她勲六等寶冠章（當時較高勳等的勳章保留給皇族、華族女子或宮中女官。戰後才有女子學校校長獲頒勳三等甚至勳二等寶冠章的例子，身為女子教育先驅的津田梅子反而只得到勳六等）。

## 逝世
由於津田梅子在津田英學塾工作付出太多心力，引致她身體日漸衰弱。在1919年，她回到鎌倉的別莊休養，在經過長期的病患後，她在1929年8月16日病逝，享壽六十四歲。在她死後，女子英學塾1933年易名作津田英學塾，在1943年，又名作津田塾專門學校，終在1948年，升格作大學，名為津田塾大學。她葬於東京都小平市的津田塾大學校園內。

## 評價
津田梅子終身未婚，將全副心力奉獻於女子高等教育，促進了日本社會對女性地位的改革。

## 紀念
日本副總理暨財務大臣麻生太郎於2019年4月9日的記者會上公佈新款日元紙鈔的設計，其中5,000元紙鈔上的人物為津田梅子，新款紙鈔於2024年7月3日起發行。